# 吳鎬 (明朝)
吳鎬（16世紀—16世紀），字宗周，號醴泉，南直隸徽州府績溪縣市西人，明朝政治人物。

## 生平
吳鎬是嘉靖十六年（1537年）的舉人，授上猶知縣，在當地修築城牆和縣學，設立義田周濟貧民和赴考士子，又纂修縣志、減省夫馬船價和路費，流寇入境時盡力捍衛，斬殺流寇首領，獲立碑歌頌；之後他陞任安州知州，防災減稅、建堤護田、撤種助耕等政績都讓人民感德之，不久辭官侍養父親，九十七歲才去世，死後入祀上猶名宦祠。

## 引用
1. 1 2  嘉慶《績溪縣志·卷十·人物志》：吳鎬 字宗周，市西人，嘉靖丁酉舉人，授江西上猶知縣，□有才畧，捐俸置田以蘇民困，尤䘏士之貧者，遹□寇掠境，親冒矢石禦之，斬其渠魁，餘黨悉散，捷聞賜鉞□獎焉，吏民立碑頌功。陞北直安州知州，憂惕災傷、調停□稅，築堤防水，撤種助耕，民皆德之；丐歸侍父，淳年九十七歲，白髮相映，鄉閭敬美。
2. ↑  光緒《上猶縣志·卷九·官師志》：吳鎬，字宗周，號醴泉，江南績溪舉人，嘉靖二十九年知縣事，實心為政，築城修學，置義田以備粢，周貧士及贐士之科舉者；邑之重役若夫馬船價路費，及修葺公廨皆加意減省，為立科條載之碑以利久遠，癸丑纂修縣志，捐俸授梓，祀名宦。